# (7469) Krikalev
(7469) Krikalev (1990 VU14) – planetoida z pasa głównego asteroid okrążająca Słońce w ciągu 5,35 lat w średniej odległości 3,06 j.a. Odkryta 15 listopada 1990 roku.